# Donzère
Donzère település Franciaországban, Drôme megyében. Lakosainak száma 5981 fő (2022. január 1.). Donzère Bourg-Saint-Andéol, Saint-Montan, Viviers, Châteauneuf-du-Rhône, La Garde-Adhémar, Les Granges-Gontardes, Malataverne és Pierrelatte községekkel határos.

## Népesség
A település népességének változása:
| Lakosok száma | 3334 | 3915 | 4265 | 4787 | 5471 | 5541 | 5833 | 5921 | 5963 | 5981 |
|               | 1968 | 1982 | 1990 | 2006 | 2013 | 2015 | 2017 | 2019 | 2020 | 2022 |